# Bryum lonchophyllum
Bryum lonchophyllum är en bladmossart som beskrevs av Brotherus 1897. Bryum lonchophyllum ingår i släktet bryummossor, och familjen Bryaceae. Inga underarter finns listade i Catalogue of Life.